# Globe Life Field
Globe Life Field là một sân vận động có mái có thể thu vào tại Arlington, Texas, Hoa Kì. Đây là sân nhà của câu lạc bộ Texas Rangers thuộc giải Major League Baseball. Sân này có vị trí ngay bên cạnh sân nhà cũ của CLB Rangers, Globe Life Park (trước mang tên "Sân Bóng chày Arlington" và nay mang tên "Sân vận động Choctaw") sau khi CLB Rangers chuyển đi  và chuyển đổi mục đích sử dụng.

## Lịch sử

### Kế hoạch và thi công

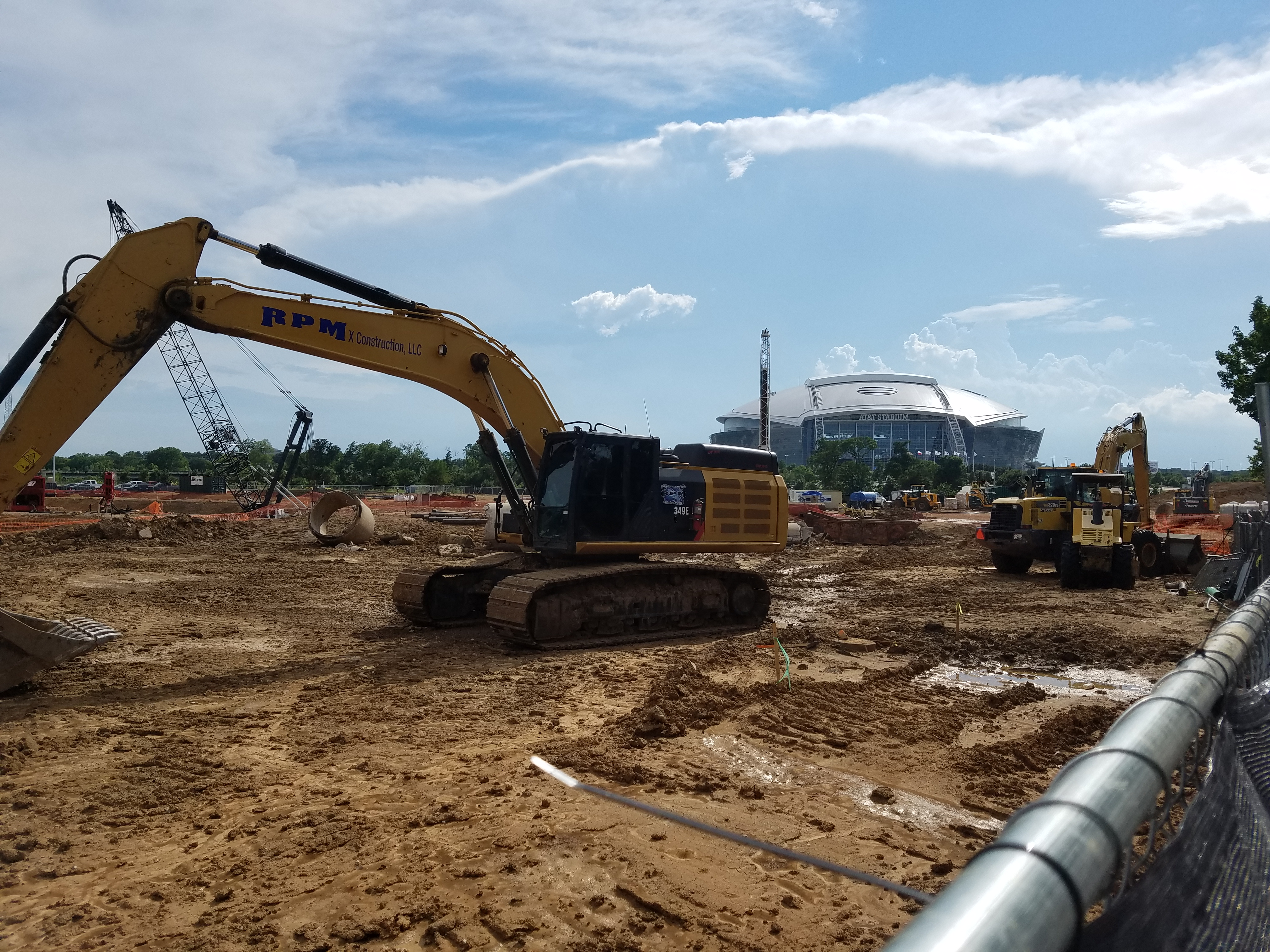
Công trường sân vào năm 2017. Ở đằng xa là Sân vận động AT&T.

Ngày 20 tháng 5 năm 2016, CLB Rangers công bố kế hoạch chuyển khỏi sân Globe Life Park. Sân vận động mới sẽ được xây dựng với vốn liên doanh tư nhân và ngân sách công, cũng như sẽ trang bị mái có thể thu vào. Kế hoạch xây dựng sân nhà mới được thông qua vào ngày bầu cử tổng thống Mĩ cùng năm (3 tháng 11). HKS, Inc. được công bố là đơn vị thiết kế cho sân ngày 5 tháng 1 năm 2017.
Ngày 31 tháng 1 năm 2019, CLB Rangers công bố sân Globe Life Field sẽ trang bị mặt cỏ nhân tạo do Shaw Sports Turf cung cấp, qua đó trở thành 1 trong 5 CLB tại MLB sử dụng mặt sân cỏ nhân tạo.
Về lí do thay đổi sân nhà, CLB Rangers chỉ ra nguyên nhân thời tiết khắc nghiệt, như nhiệt độ cao và mưa thường xuyên, khiến cho lượng khán giả tới sân Globe Life Park thấp hơn các sân khác trong các đô thị lớn khác, cũng như việc sân xuống cấp nhanh bất thường so với các sân cùng loại như Coors Field, dù tồn tại chỉ mới hơn 20 năm. Đây cũng là lí do Rangers yêu cầu sân nhà tiếp theo trang bị mái có thể thu vào. So với các sân trước sân bóng mới cũng đổi hướng mặt sân từ đông-nam sang đông-bắc.
Ngoài ra, dự án sân mới này cũng tích hợp một làng tổ hợp giải trí có bao gồm trung tâm thương mại và một khách sạn của Loews Hotel. Globe Life Park sau khi CLB Rangers đã chuyển đổi mục đích sang tổ chức các trận bóng đá và bóng bầu dục Mỹ, cũng như đổi tên thành Sân vận động Choctaw.
Kế hoạch xây dựng sân bóng mới nhận về nhiều ý kiếm trái chiều. Tuy cung cấp một không gian giải trí và thưởng thức các trận bóng chày tiện nghi hơn, việc xây dựng sân lại duy trì việc đánh thuế ngắn hạn đã được dùng để chi trả cho SVĐ AT&T. Theo The Dallas Morning News, "thỏa thuận trên yêu cầu thành phố Dallas phát hành 500 triệu đô la Mĩ tiền trái phiếu để cấp ngân sách cho dự án. Các khoản thuế gồm thuế doanh thu 0,5%, 2% thuế lấp phòng khách sạn và 5% thuế thuê xe sẽ giúp chi trả các khoản trái phiếu trên trong 30 năm. Các cử tri cúng tán thành áp thuế 10% lên giá vé và thuế lên tiền gửi xe lên tới 3 đô cho sân đấu mới này. Ngân sách thu được sẽ một phần được phân bổ để thanh toàn một phần số nợ của phía CLB Rangers, và điều này vấp phải sự chỉ trích của những người phản đối dự án."
Ngày 14 tháng 12 năm 2019, một phần mái sân đã bốc chày khi đang thi công.

### Mở cửa
Theo kế hoạch, sân Globe Life Field mở cửa vào ngày 23 tháng 3 năm 2020, nhưng do đại dịch COVID-19 đã đẩy lùi thời điểm khởi tranh của mùa giải Major League Baseball năm đó, Globe Life Field đã mở cho hoạt động đầu tiên là một lễ tốt nghiệp trung học phổ thông vào ngày 29 tháng 5 năm 2020.
24 tháng 7 năm 2020, Rangers lần đầu tiên thi đấu một trận đấu chính thức tại sân khi đánh bại Colorado Rockies với tỉ số 1-0. Trước đó, hai đội đã chạm trán tại Globe Life Field trong khuôn khổ giao hữu vào ngày 21 và 22 cùng tháng. Joey Gallo trở thành cầu thủ ghi được home run đầu tiên tại sân này vào ngày 26 tháng 7.

### Vòng playoff MLB năm 2020
Do tình hình dịch COVID-19 tại Texas, Major League Baseball quyết định vào ngày 15 thắng 9 là sẽ tổ chức vòng playoff mùa giải 2020 khép kín trong một số sân bắt đầu từ vòng hai (Divisional Series). Globe Life Field và Minute Maid Park ở Houston chia nhau tổ chức 2 serie vòng hai của National League, và sau đó Globe Life Field sẽ tổ chức cả Serie tranh vô địch National League (NLCS) và World Series mùa giải 2020. Ở vòng NLCS lẫn World Series, MLB đã cho phép khán giả tới sân trở lại.

### Quyền xuất hiện trên tên
Hiện quyền xuất hiện trên tên sân vận động thuộc về Globe Life, một tập đoàn trong lĩnh vực bảo hiểm, tới hết năm 2048.

## Kích thước sân
Các kích thước từ chốt nhà tới biên hàng rào tại Globe Life Field đều mang ý nghĩa tri ân lịch sử CLB Texas Rangers, bao gồm tất cả các cầu thủ có số áo được CLB treo vĩnh viễn và các mùa giải then chốt trong lịch sử CLB.
| Vị trí                                                 | Khoảng cách (feet/m) | Đối tượng tri ân          | Significance                                   |
| ------------------------------------------------------ | -------------------- | ------------------------- | ---------------------------------------------- |
| Biên rào trái                                          | 329                  | Adrián Beltré             | Số áo treo #29                                 |
| Biên rào giữa-trái                                     | 334                  | Nolan Ryan                | Số áo treo #34                                 |
| Phần rào vớt (power alley) biên trái                   | 372                  | Mùa giải 1972 của Rangers | Mùa giải đầu tiên sau khi chuyển tới Arlington |
| Phần xa nhất trên sân (bên trái và phải biên rào giữa) | 410                  | Michael Young             | Số áo treo #10                                 |
| Biên rao chính giữa                                    | 407                  | Iván Rodríguez            | Số áo treo #7                                  |
| Phần rào vớt (power alley) biên phải                   | 374                  | 1974 Rangers              | Mùa giải thắng lợi đầu tiên tại Arlington      |
| Biên rào phải                                          | 326                  | Johnny Oates              | Số áo treo #26                                 |
| Rào sau chốt nhà                                       | 42                   | Jackie Robinson           | Số 42 treo trên toàn MLB                       |

## Các sự kiện nổi bật được tổ chức

### MLB
Cả 6 trận đấu tại World Series năm 2020 được tổ chức tại Globe Life Field, là lần đầu tiên và cũng là duy nhất một kì World Series diễn ra trên một sân đấu mà vắng mặt đội chủ nhà, vì vòng playoff phải tổ chức khép kín do tình hình đại dịch COVID-19. Sân cũng chứng kiến Joe Musgrove ném trận no hit, no run đầu tiên trong lịch sử San Diego Padres trước Rangers vào ngày 9 tháng 4 năm 2021.
Trong kì World Series năm 2023 mà Rangers đã giành chiến thắng để giành danh hiệu vô địch đầu tiên trong lịch sử CLB, sân Globe Life đã tổ chức lượt trận thứ 1 và 2. Trong đó, lượt trận thứ nhất World Series 2023 đã kết thúc với chiến thắng nghẹt thở cho Rangers ở hiệp phụ.
Sân Globe Life sau đó cũng đã tổ chức trận đấu All-Star năm 2024.